# Colonna Leclerc
La Colonna Leclerc (in francese Colonne Leclerc) era una formazione militare costituita nel dicembre 1940 durante la seconda guerra mondiale. Capitanata da Philippe Leclerc de Hauteclocque, fu inglobata nella 2e division blindée nel 1943.

## Storia

### Le origini in Africa
La missione di Leclerc nel cercare di persuadere le amministrazioni locali e le guarnigioni attraverso la vasta geografia delle colonie francesi nell'Africa subsahariana a radunarsi attorno a De Gaulle e alla causa della Francia Libera sembrava essere una impresa disperata e ambiziosa, tuttavia, si sapeva che l'obbedienza di alcuni ufficiali e funzionari di Vichy stava vacillando.
Il suo primo obiettivo era quello di contattare le autorità dell'Africa equatoriale francese (in particolare le colonie di Ciad e Camerun) per stabilire il controllo della Francia Libera sull'area e da lì assicurarsi il controllo del Gabon e del resto dell'Africa occidentale francese.
Il Camerun fu la prima colonia a dichiarare la sua lealtà nei confronti della Francia Libera il 26 agosto 1940, seguito dal Ciad e dal Congo francese.
I capitani Louis Dio del Régiment de Tirailleurs Sénégalais du Tchad (RTST) e Jacques de Guillebon dell'Artillerie Coloniale furono tra i primissimi ufficiali a rispondere alla chiamata alle armi di Leclerc, e continuarono a servirlo instancabilmente per tutto il resto della guerra.
Dio, di stanza a Douala, condusse la sua compagnia di fucilieri africani ad unirsi a Leclerc il 27 agosto suggellando l'Africa equatoriale francese quale bastione della Francia Libera.
Nei due mesi successivi Leclerc costruì una forza eterogenea di: fanteria coloniale, cavalleria, cammellieri, genio e artiglieria intorno agli elementi del Régiment de tirailleurs sénégalais du Tchad (RTST) sovradimensionato (quest'ultimo era solo nominalmente considerato un "reggimento"), raccogliendo in realtà circa 6.500 uomini suddivisi in 30 compagnie a loro volta divise da quattro comandi regionali.
Questa raccolta di soldati africani con ufficiali francesi, sottufficiali e alcuni ranghi specializzati divenne nota ai posteri come la "Colonne Leclerc"; tutti i membri in ogni ordine e grado, erano temprati alla guerra coloniale nel deserto, ma le loro armi erano obsolete, i loro veicoli erano sottodimensionati e mancavano le radio.
Il 22 novembre 1940 gli sforzi di Leclerc furono premiati con la conferma del suo rango di colonnello e dalla nomina come governatore militare del Ciad, e il 3 dicembre del comando del Régiment de Tirailleurs Sénégalais du Tchad con sede a Fort Lamy.
Assistito dall'esperto soldato sahariano il Tenente Colonnello Jean Colonna d'Ornano, Leclerc iniziò a preparare piani per incursioni verso nord contro le forze italiane in Libia.
Il Long Range Desert Group (LRDG) britannico era già attivo nell'area, sebbene al limite della sua portata logistica dall'Egitto, quindi ha collaborato con gli uomini di Leclerc nel testare la fattibilità dei raid negli avamposti italiani nella Libia meridionale con colonne trasportate da camion.
D'Ornano fu ucciso quando si pose alla testa del contingente francese nel primo raid congiunto LRDG-FFL sulla pista di atterraggio italiana a Murzouk l'11 gennaio 1941, quando distrussero tre aerei italiani e saccheggiarono il vicino forte, e nei mesi successivi, le forze cammellate di Leclerc istituirono aree di rifornimento per supportare le operazioni LRDG.
Il successo, nonché il valore strategico delle incursioni a lungo raggio in Libia dal Ciad, fornirono un modo pratico e visibile di colpire il nemico generando un eccellente volano per la propaganda a favore della piccola forza dell'FFL.

### 1941 la Battaglia di Cufra
Con il volgere del nuovo anno, il Colonnello Leclerc pianificò un raid ambizioso per catturare le maggiori postazioni italiane nel sud della Libia intorno all'oasi di Cufra.
Questo complesso di sei oasi aveva una pista di atterraggio e un forte presidiato da 400 uomini che fornì la base per una potenziale offensiva italiana verso le posizioni della FFL in Ciad.
La colonna, preceduta nella marcia dalla LRDG, partì il 23 gennaio 1941 per coprire una distanza di 500 km da Faya Largeau.
Era una mossa rischiosa: Leclerc poteva impiegare solo circa 400 uomini e due pezzi di artiglieria, perché era necessario che buona parte dei 162 veicoli in dotazione fossero destinati alla fornitura di carburante e acqua.
I camion includevano 12 nuovi Bedfords, due auto blindate Laffly, armate da due mitragliatrici da 7,5 mm, due mitragliatrici da 37 mm M1916, numerose mitragliatrici Hotchkiss da 8 mm e mitragliatrici leggere FM24 / 29 da 7,5 mm.
Il 30 gennaio, sulle colline Cherif a 100 km a sud di cufra, insieme alla pattuglia di LRDG tesero una imboscata alle truppe sahariane italiane supportate da tre velivoli, le forze italiane finirono in parte distrutte, catturate o costrette alla fuga.
Sebbene gli italiani non abbiano rilevato la colonna francese, l'elemento sorpresa era andato perduto.
Arrivando vicino a Cufra il 7 febbraio, Leclerc mandò le pattuglie in avanti, confermando che gli italiani si erano concentrati dentro e intorno al forte di El Tag.
Dopo aver messo fuori combattimento gli aerei sulla pista di atterraggio, la maggior parte della colonna era sistemata attorno ai pozzi di Sarra.
Leclerc ha scatenato la sua piccola forza contro El Tag il 18 febbraio, conducendo un combattimento mobile tra i palmeti contro la Compagnia Sahariana riuscendo a circondare il forte.
I combattimenti continuarono fino al 28, quando il comandante italiano cercò di trattare, e il 1º marzo la guarnigione capitolò.
Senza i mezzi per prendersi cura di loro, Leclerc parlò ai suoi prigionieri italiani per tornare alle proprie linee (una decisione più pragmatica che cavalleresca).
Prima di ritirarsi con il suo utile bottino (14 veicoli intatti e 57 mitragliatrici e cannoni automatici), Leclerc ne approfittò per fare un gesto simbolico.
Ha chiesto ai suoi uomini in corteo di unirsi a lui nel giurare: non cessare di lottare per la libertà della Francia fino a quando la loro bandiera non sventolerà di nuovo sulla guglia più alta della cattedrale di Strasburgo, la capitale della provincia di Alsazia, e quindi un simbolo della lotta contro la Germania dal 1870.
Questa piccola ma iconica vittoria, la prima ottenuta interamente dalle truppe francesi libere dall'armistizio del 1940, unito al "giuramento di Cufra", sarebbero state ampiamente riportate dall'agenzia di stampa Reuters con conseguente gran cassa per la propaganda delle forze libere.

### 1942-1943 le ultime azioni e lo scioglimento
Nel 1942 la colonna Leclerc effettuò una serie di incursioni nel Fezzan libico contro i presidi italiani.
Nel 1943 il Fezzan venne conquistato e la colonna Leclerc riuscì finalmente a congiungersi con le forze britanniche dell'8ª Armata britannica, in avanzata da est dopo la vittoria di El Alamein, con cui partecipò alla campagna di Tunisia, mettendosi in evidenza particolarmente nel combattimento di Ksar Ghilane.
In seguito, nell'agosto del 1943 la "Colonne Leclerc" viene sciolta, al cui posto viene creata la 2e division blindée che né acquisirà l'eredità e il suo comandante.